# Route nationale 560
Die N560 war von 1933 bis 1973 eine französische Nationalstraße, die in zwei Teilen zwischen Aubagne und der N557 westlich von Draguignan verlief. Ihre Länge betrug 81 Kilometer. 1973 wurde der Abschnitt zwischen Saint-Maximin-la-Sainte-Baume und der N557 abgestuft und 1978 der Abschnitt zwischen Aubagne und Pont-de-l'Etoile von der N96 übernommen. Der Restabschnitt zwischen der N96 und Saint-Maximin-la-Sainte-Baume wurde 2006 abgestuft.

## N1560
Die N1560 war von 1974 bis 2006 ein Seitenast der N560, der südlich von Saint-Maximin-la-Sainte-Baume von dieser abzweigte und zur Anschlussstelle 34 der A8 führte und als Vorlauf für eine geplante A52 diente. Heute trägt die Straße die Nummer D560a.